# Messer Chups
 (décembre 2019).
Si vous disposez d'ouvrages ou d'articles de référence ou si vous connaissez des sites web de qualité traitant du thème abordé ici, merci de compléter l'article en donnant les références utiles à sa vérifiabilité et en les liant à la section « Notes et références ».
Messer Chups est un groupe de surf rock russe, fondé en 1999.

## Histoire
Messer Chups est un groupe expérimental de Saint-Pétersbourg en Russie. Le groupe a été fondé par Oleg Gitarkin qui a précédemment joué avec Oleg Kostrow.
En 2003, le producteur de Messer Chups, Oleg Tarasov, a invité Lydia Kavina de se joindre à eux. Ensemble, ils ont sorti plusieurs albums et remanié leurs précédentes versions. En 2005, Messer Chups est devenu un duo composé de Gitarkin et ZombieGirl à la basse. En 2007, ils sont devenus un trio, avec le batteur Denis « Kashey » Kuptzov. En 2008, ils ont changé leur batteur.
La musique de Messer Chups comporte souvent une fondation de batterie de surf sur laquelle ils construisent des collages d'échantillons de sources, comme le jazz, des bandes sonores et d'animation.

## Membres
Le groupe est actuellement composé de : 
- Oleg Gitaracula (Oleg Fomchenkov) : guitare
- Zombierella (Svetlana Nagaeva) : basse
- Dr Boris (Boris Israel Fernandez) : batterie

## Discographie

### Albums
- 1999 : Chudovishe & Chudovishe (Beast and the Beast) (aka Monster & Monster) MC, CD
- 2000 : Miss Libido  MC, CD
- 2000 : Bride Of The Atom MC, CD
- 2000 : Vamp Babes  MC, CD
- 2002 : Black Black Magic CD
- 2003 : Crazy Price CD
- 2005 : Hyena Safari CD
- 2007 : Zombie Shopping CD
- 2009 : Heretic Channel CD, LP
- 2010 : Bermuda 66 CD
- 2011 : Surf Riders from The Swamp Lagoon CD
- 2012 : Сhurch of Reverb CD, LP
- 2015 : The Incredible Crocotiger CD, LP
- 2015 : Spooky Hook (2015) CD, LP
- 2017 : Taste the Blood of Guitaracula CD
- 2019 : Mondo Harp CD
- 2020 : Don't Say Cheese CD
- 2021 : Visiting The Skeleton in The Closet CD

### Compilations
- 2002 : Cocktail Draculina : The Best Of Messer Chups CD
- 2008 : Best of The Best LP/CD
- 2019 : Spook-O-Rama  CD
- 2019 : Adventures Of Zombierella And Guitaracula CD